# 内比亚斯
内比亚斯（法語：Nébias，法語發音：[nebjas] ⓘ）是法国奥德省的一个市镇，位于该省南部，属于利穆区。

## 地名
该地名“Nébias”发音为[nebjas]，字母“s”发音，《世界地名翻译大辞典》与《世界地名译名词典》将其误译作“内比亚”。

## 地理
内比亚斯（42°53'48"N, 2°6'57"E）面积12.69 平方千米，位于法国奧克西塔尼大區奥德省，该省份为法国南部沿海省份，北起塔恩省，西北接上加龙省，西接阿列日省，南至东比利牛斯省，东临地中海，东北与埃罗省接壤。
与内比亚斯接壤的市镇（或旧市镇、城区）包括：贝尔维斯、库东、皮韦尔、基扬。
内比亚斯的时区为UTC+01:00、UTC+02:00（夏令时）。

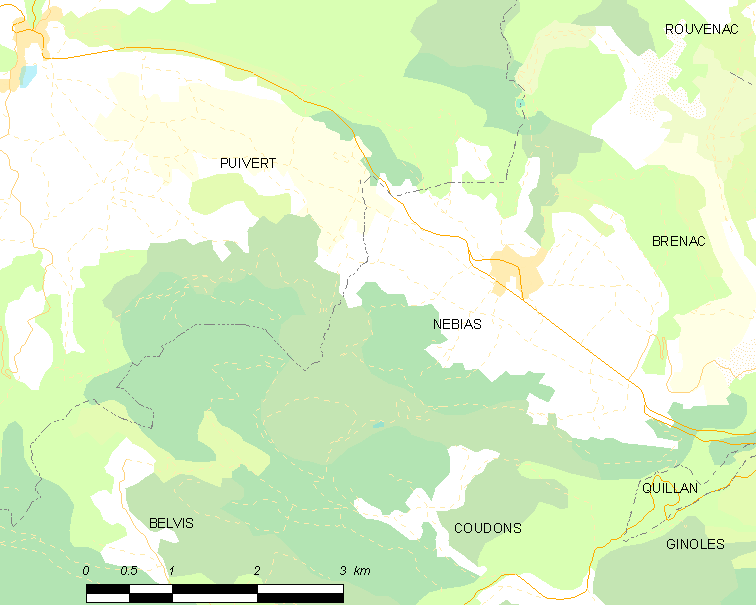
内比亚斯的OSM定位图

## 行政
内比亚斯的邮政编码为11500，INSEE市镇编码为11263。

## 政治
内比亚斯所属的省级选区为上奥德河谷县。

## 人口

1962-2008年间内比亚斯人口变化图示

内比亚斯于2022年1月1日时的人口数量为257人。